# 천국의 에스컬레이터
천국의 에스컬레이터(Escalatol To Heaven)는 한국에서 제작된 장철수 감독의 2006년 코미디, 판타지, 공포 영화이다.

## 제작진
- 프로듀서: 송명철
- 조명: 박노섭
- 조연출: 김희경
- 믹싱: 김종수
- 믹싱: 장광수
- 미술: 김보선